# Jo Daan
Johanna Catharina Daan (Krommenie, 12 mei 1910 - Deventer, 11 juni 2006) was een Nederlands dialectologe en taalkundige.
Na een studie Nederlandse taal- en letterkunde aan de Universiteit van Amsterdam, werkte Daan van 1939 tot 1975 als medewerker en hoofd van de afdeling Dialectologie van het P.J. Meertens-Instituut in Amsterdam.  Als zodanig heeft zij een grote betekenis gehad voor de studie van de variatie binnen het Nederlands.

## Wetenschappelijke carrière

Indeling van de Nederlandse dialecten volgens Jo Daan

Daans proefschrift gaf een uitgebreide karakterisering van het dialect van Wieringen, het Wierings, in een periode die niet al te ver aflag van de aanleg van de Amsteldiepdijk, waarmee Wieringen eiland-af werd, een einde kwam aan het betrekkelijk isolement van de bevolking en het typische taal-eigene begon te eroderen. Daan heeft in de daarop volgende decennia veel bijgedragen aan de belangrijkste dialectologische atlassen van haar periode: zij maakte het deel over Noord-Holland voor de Reeks Nederlandse Dialectatlassen, werkte samen met P.J. Meertens aan de Taalatlas en met M.J. Francken aan de Atlas van de Nederlandse Klankontwikkeling. Het maken van atlassen werd zeker in de beginperiode beschouwd als de belangrijkste taak van dialectologen.
Jo Daan was daarnaast geïnteresseerd in nieuwe methodologieën en technieken. Zij gebruikte bijvoorbeeld als eerste in Nederland opnameapparatuur bij dialectologisch veldwerk — tot die tijd maakte een veldwerker ter plekke aantekeningen. Ook raakte zij geïnspireerd door ontwikkelingen in de internationale taalwetenschap, met name de sociolinguïstiek van William Labov. Ze leerde hem kennen in de tijd dat hij nog aan zijn proefschrift werkte, en haalde hem al in de vroege jaren zeventig over om een bezoek te brengen aan het Meertens Instituut.
Naast dit alles heeft Daan ook enkele tekstedities van het werk van Gerbrand Adriaensz. Bredero op haar naam staan, studies over de taal van Nederlanders die naar de Verenigde Staten geëmigreerd zijn, en de 'historische sociolinguïstiek' — het beschrijven van de sociale taalverschillen in vroegere perioden.
Sinds haar pensioen in 1975 woonde Daan in de Achterhoek. In de romancyclus Het Bureau van J.J. Voskuil die zich afspeelt op het A.P. Beerta Instituut (het P.J. Meertens Instituut), komt een personage voor dat Dé Haan heet en dat duidelijk is gebaseerd op Jo Daan. Uit het portret blijkt geen grote wederzijdse sympathie. Jo Daan ging er later in interviews prat op dat ze de boeken van Voskuil niet gelezen had. "Ik lees geen boeken van mensen waaraan ik een hekel heb!" was haar verklaring.

## Publicaties
- 1948 Hij zeit wat. Grepen uit de Amsterdamse volkstaal. Jacob van Kampen, De wijze Jacob, Amsterdam
- 1950 Wieringer land en leven in de taal. Proefschrift Universiteit van Amsterdam. Handelseditie: N.Samsom N.V.Alphen aan den Rijn.
- 1963 Bredero, Klucht van de koe. W.E.J.Tjeenk Willink, Zwolle
- 1963 Toelichting bij de Taalatlas (met P.J. Meertens)
- 1965 Het poesiealbum. AO 1088, Stichting IVIO
- 1968 'Blad X-2 Dialecten en Naamkunde' (met D. Blok), in Atlas van Nederland, Stichting Wetenschappelijke Atlas van Nederland 1963-1977
- 1969 'Van Randstad tot Landrand'. (met D. Blok) Bijdragen en Mededelingen der Dialectcommissie van de KNAW XXXVI. Amsterdam: Noord-Hollandsche Uitgevers Maatschappij, 54 pagina's met kaart en grammofoonplaat.
- 1971 G.A. Bredero's Kluchten. De werken van Gerbrand Adriaensz Bredero. Tjeenk Willink-Noorduyn N.V.1985
- 1985 Onze veranderende taal (met Kas Deprez, Roeland van Hout en Jan Stroop). Aula pocket 757, Het Spectrum Utrecht,Antwerpen.
- 1987 Ik was te bissie. Nederlanders en hun taal in de Verenigde Staten. Zutphen, De Walburg Pers. 1
- 1988 'De taal van Aafje Gijsen als bron van het achttiende-eeuws'. Anno 1961
- 1990 Urk. Het dialect van Urk (red.)
- 1990 Urk. Woordenlijst van Urk (red.)
- 2000 Geschiedenis van de dialectgeografie in het Nederlandse taalgebied, rondom Kloeke en het Dialectenbureau. KNAW, Amsterdam